# Bruno Langa
Bruno Alberto Langa (Maputo, 31 de octubre de 1997) es un futbolista mozambiqueño. Juega de defensa y su equipo es el Pafos F. C. de la Primera División de Chipre.

## Trayectoria
Inició su carrera deportiva en 2016 jugando para el Clube de Desportos do Maxaquene de la Moçambola de su país natal, en el que estuvo durante algo más de dos temporadas. 
En julio de 2018 fichó por el Black Bulls de la misma liga, pero fue cedido al club portugués del Amora F. C. Al término de la temporada, firmó en propiedad por tres años. Sin embargo, el primero de ellos fue prestado al Vitória Setúbal.
El 23 de junio de 2021 se incorporó al Grupo Desportivo de Chaves que militaba en la Segunda División de Portugal. Durante la campaña disputó 32 de los 38 partidos que disputó el equipo y contribuyó a lograr el ascenso a la Primeira Liga.
El 1 de febrero de 2024 fue cedido a la U. D. Almería hasta el final de la temporada. Al final de la misma fue adquirido en propiedad y firmó hasta 2028, aunque en julio de 2025 fue prestado al Pafos F. C.

## Selección nacional
En 2016 representó a la selección sub-20 de Mozambique en la Copa COSAFA Sub-20.[cita requerida] El 21 de junio de ese año hizo su debut con la selección absoluta de Mozambique en la derrota por 3-0 en la Copa COSAFA 2016 ante Namibia.[cita requerida]
A inicios de 2024 participó en la Copa Africana de Naciones 2023.

### Participaciones en Copa Africana de Naciones
| Copa                           | Sede            | Resultado    | Partidos | Goles |
| ------------------------------ | --------------- | ------------ | -------- | ----- |
| Copa Africana de Naciones 2023 | Costa de Marfil | Primera fase | 3        | 0     |